# 上永谷駅
上永谷駅（かみながやえき）は、神奈川県横浜市港南区丸山台一丁目にある、横浜市営地下鉄ブルーライン（1号線）の駅である。駅番号はB09。

## 概要
港南区の中央に位置しており、駅の北側には環状2号線が、東側には横浜横須賀道路がある。南東側にある横浜市営地下鉄の上永谷車両基地に繋がり、乗務員交替が行われる拠点駅である。

## 歴史
- 1976年（昭和51年）9月4日 - 開業。
- 1983年（昭和58年）11月 - 現在の1番出口を設置。
- 1985年（昭和60年）3月14日 - 当駅から舞岡駅まで延伸。
- 1998年（平成10年）3月30日 - エレベーターの使用開始。
- 2006年（平成18年）9月4日 - 2番出口の改修工事を開始。
- 2007年（平成19年）
  - 3月16日 - 上記工事が完了し、駅北側にペデストリアンデッキが開通。
  - 7月21日 - ホームドアの使用開始。
- 2012年（平成24年）5月1日 - docomo Wi-Fiによる、公衆無線LANサービス開始。
- 2015年（平成27年）7月18日 - ダイヤ改正により運転を開始した快速の停車駅に設定される。

### 駅名の由来
駅所在地の旧地名「上永谷町」から採られた。

## 駅構造
島式ホーム2面4線を有する高架駅。2階に改札口とコンコース、3階にホームが作られている。なお、1号線では唯一の高架駅である（新横浜－あざみ野間開業以前は1･3号線通じて唯一の高架駅であった）。
出口は南側の二階から上永谷歩道橋を経て駅前広場に抜ける1番出口、北側のマンションとペデストリアンデッキで直結している2番出口、北側の一階に出る3番出口、南側の一階に出る4番出口の4箇所が設けられている。開業当初は現在の3番出口と4番出口のみ設けられたが、広場の整備に伴い、1983年（昭和58年）11月に現在の1番出口が設置された。また2007年（平成19年）に駅北側にマンションが新築され、これと駅2階とを結ぶペデストリアンデッキが同年3月に完成した。

### のりば
のりばは北側を1番線として、下表の通りである。
| 番線 | 路線         | 行先         | 備考                  |
| ---- | ------------ | ------------ | --------------------- |
| 1・2 | ブルーライン | 湘南台方面   | 1番線は一部列車が使用 |
| 3・4 | ブルーライン | あざみ野方面 | 3番線は一部列車が使用 |

- 上表の路線名は旅客案内上の名称（愛称）で記載している。

駅の南方に上永谷車両基地があるため、当駅発着の列車が設定されている。また、日中時間帯に運行される快速については、全列車が当駅で普通列車と緩急接続を行う。また、駅南の戸塚方高架下には横浜市交通局の上永谷変電所がある。

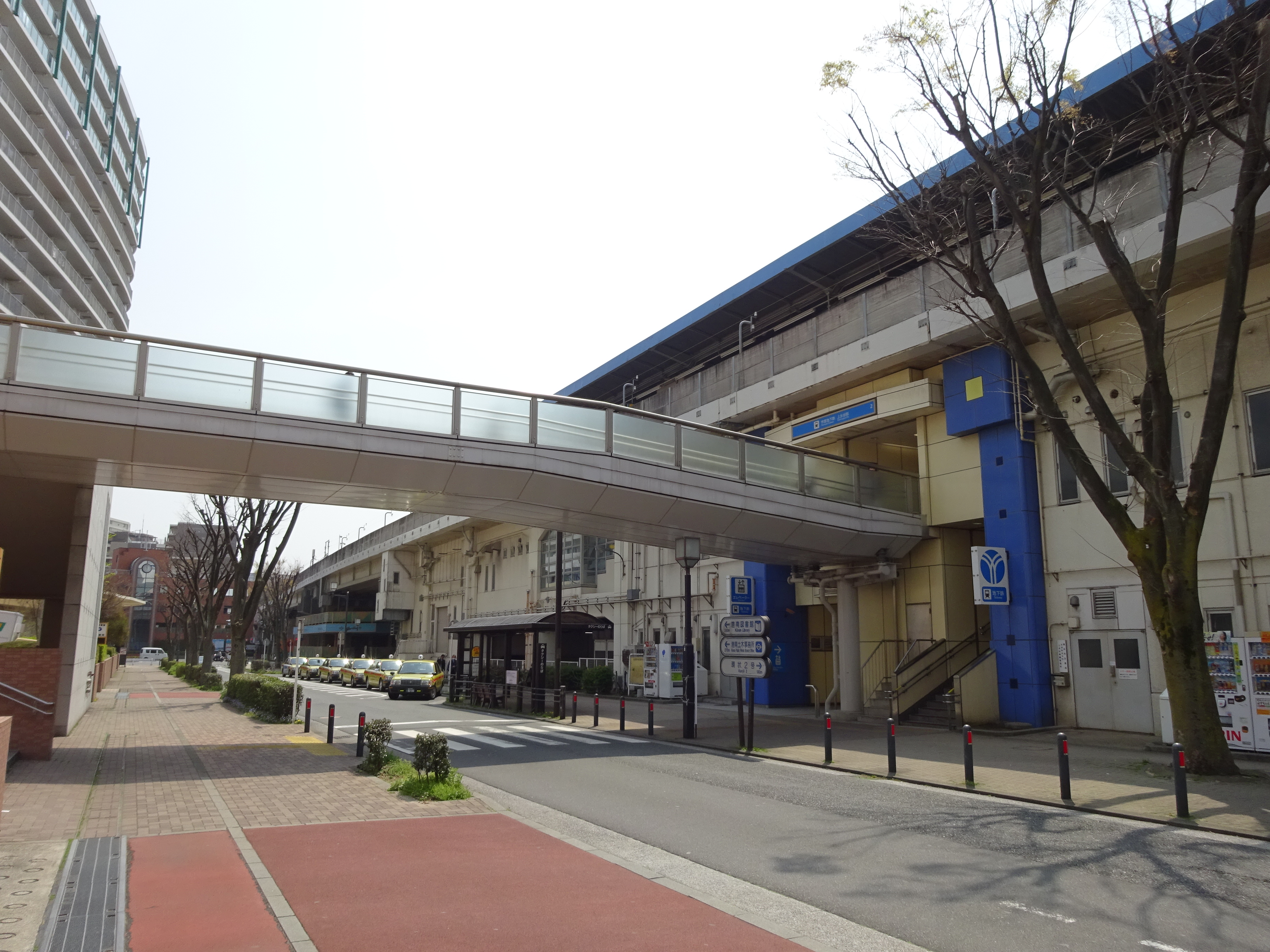
2・3番出口（2019年4月）
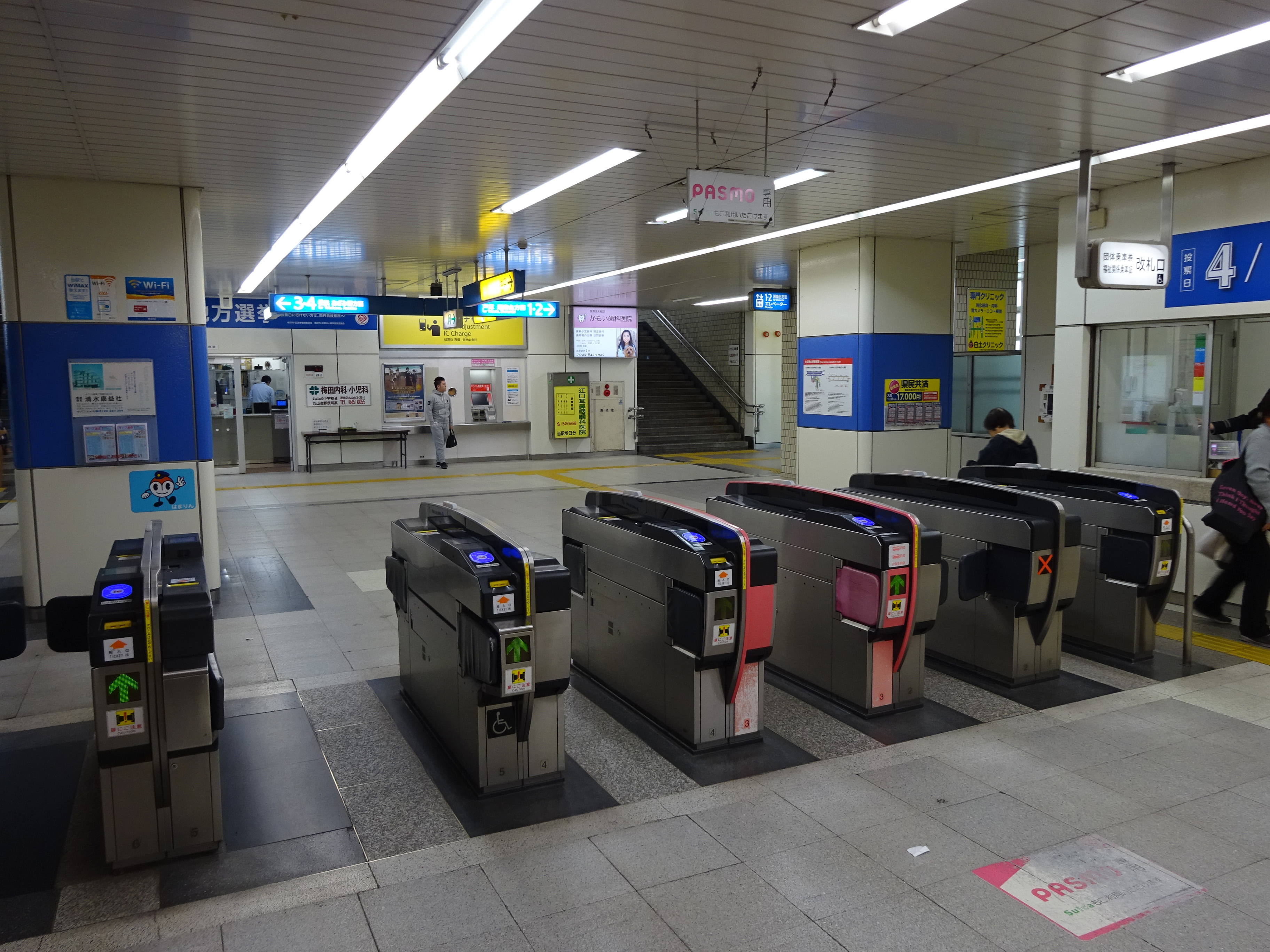
改札口（2019年4月）
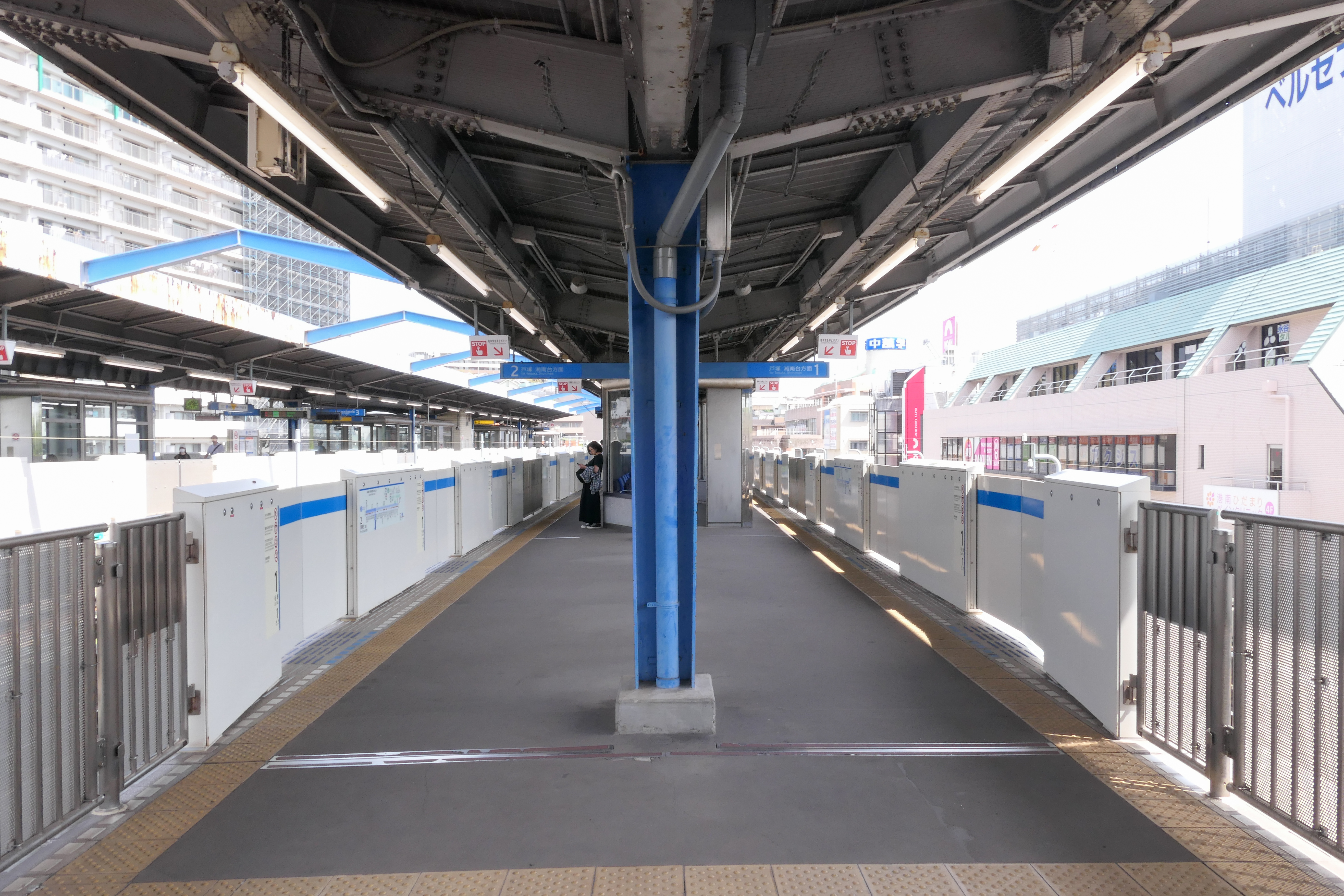
ホーム（2023年6月）

## 利用状況

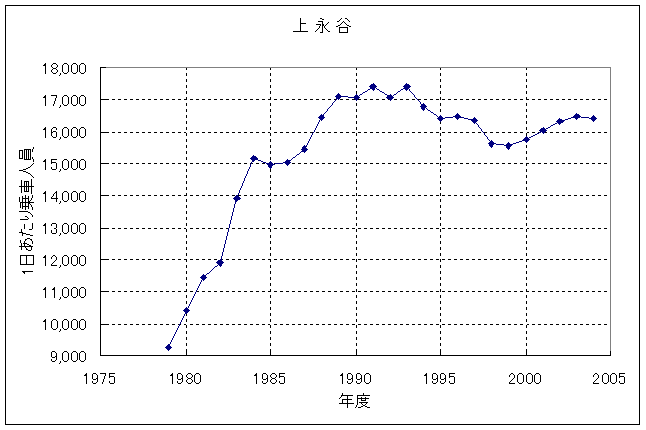
1日あたり乗車人員の推移

2022年（令和4年）度の1日平均乗降人員は33,398人（乗車人員：16,503人、降車人員：16,895人）である。ブルーライン内で乗り換えの無い駅としては最も多い。
近年の1日平均乗降・乗車人員推移は下記の通り。
| 年度               | 1日平均 乗降人員 | 1日平均 乗車人員 | 出典     |
| ------------------ | ---------------- | ---------------- | -------- |
| 1979年（昭和54年） |                  | 9,277            |          |
| 1980年（昭和55年） |                  | 10,403           |          |
| 1981年（昭和56年） |                  | 11,432           |          |
| 1982年（昭和57年） |                  | 11,914           |          |
| 1983年（昭和58年） |                  | 13,904           |          |
| 1984年（昭和59年） |                  | 15,162           |          |
| 1985年（昭和60年） |                  | 14,982           |          |
| 1986年（昭和61年） |                  | 15,044           |          |
| 1987年（昭和62年） |                  | 15,475           |          |
| 1988年（昭和63年） |                  | 16,451           |          |
| 1989年（平成元年） |                  | 17,105           |          |
| 1990年（平成02年） |                  | 17,063           |          |
| 1991年（平成03年） |                  | 17,394           |          |
| 1992年（平成04年） |                  | 17,090           |          |
| 1993年（平成05年） |                  | 17,417           |          |
| 1994年（平成06年） |                  | 16,792           |          |
| 1995年（平成07年） |                  | 16,405           | [ * 1 ]  |
| 1996年（平成08年） |                  | 16,500           |          |
| 1997年（平成09年） |                  | 16,362           |          |
| 1998年（平成10年） |                  | 15,611           | [ * 2 ]  |
| 1999年（平成11年） | 31,668           | 15,545           | [ * 3 ]  |
| 2000年（平成12年） | 32,342           | 15,754           | [ * 3 ]  |
| 2001年（平成13年） | 32,914           | 16,070           | [ * 4 ]  |
| 2002年（平成14年） | 32,846           | 16,318           | [ * 5 ]  |
| 2003年（平成15年） | 33,021           | 16,554           | [ * 6 ]  |
| 2004年（平成16年） | 33,151           | 16,409           | [ * 7 ]  |
| 2005年（平成17年） | 33,468           | 16,683           | [ * 8 ]  |
| 2006年（平成18年） | 33,961           | 16,917           | [ * 9 ]  |
| 2007年（平成19年） | 34,736           | 17,242           | [ * 10 ] |
| 2008年（平成20年） | 37,462           | 18,552           | [ * 11 ] |
| 2009年（平成21年） | 38,164           | 18,868           | [ * 12 ] |
| 2010年（平成22年） | 37,699           | 18,625           | [ * 13 ] |
| 2011年（平成23年） | 37,682           | 18,617           | [ * 14 ] |
| 2012年（平成24年） | 37,902           | 18,718           | [ * 15 ] |
| 2013年（平成25年） | 38,285           | 18,916           | [ * 16 ] |
| 2014年（平成26年） | 36,680           | 18,100           | [ * 17 ] |
| 2015年（平成27年） | 37,319           | 18,430           | [ * 18 ] |
| 2016年（平成28年） | 37,623           | 18,582           | [ * 19 ] |
| 2017年（平成29年） | 36,936           | 18,226           | [ * 20 ] |
| 2018年（平成30年） | 37,684           | 18,592           | [ * 21 ] |
| 2019年（令和元年） | 37,146           | 18,339           | [ * 22 ] |
| 2020年（令和02年） | 29,113           | 14,442           |          |
| 2021年（令和03年） | 31,275           | 15,492           |          |
| 2022年（令和04年） | 33,398           | 16,503           |          |

## 駅周辺

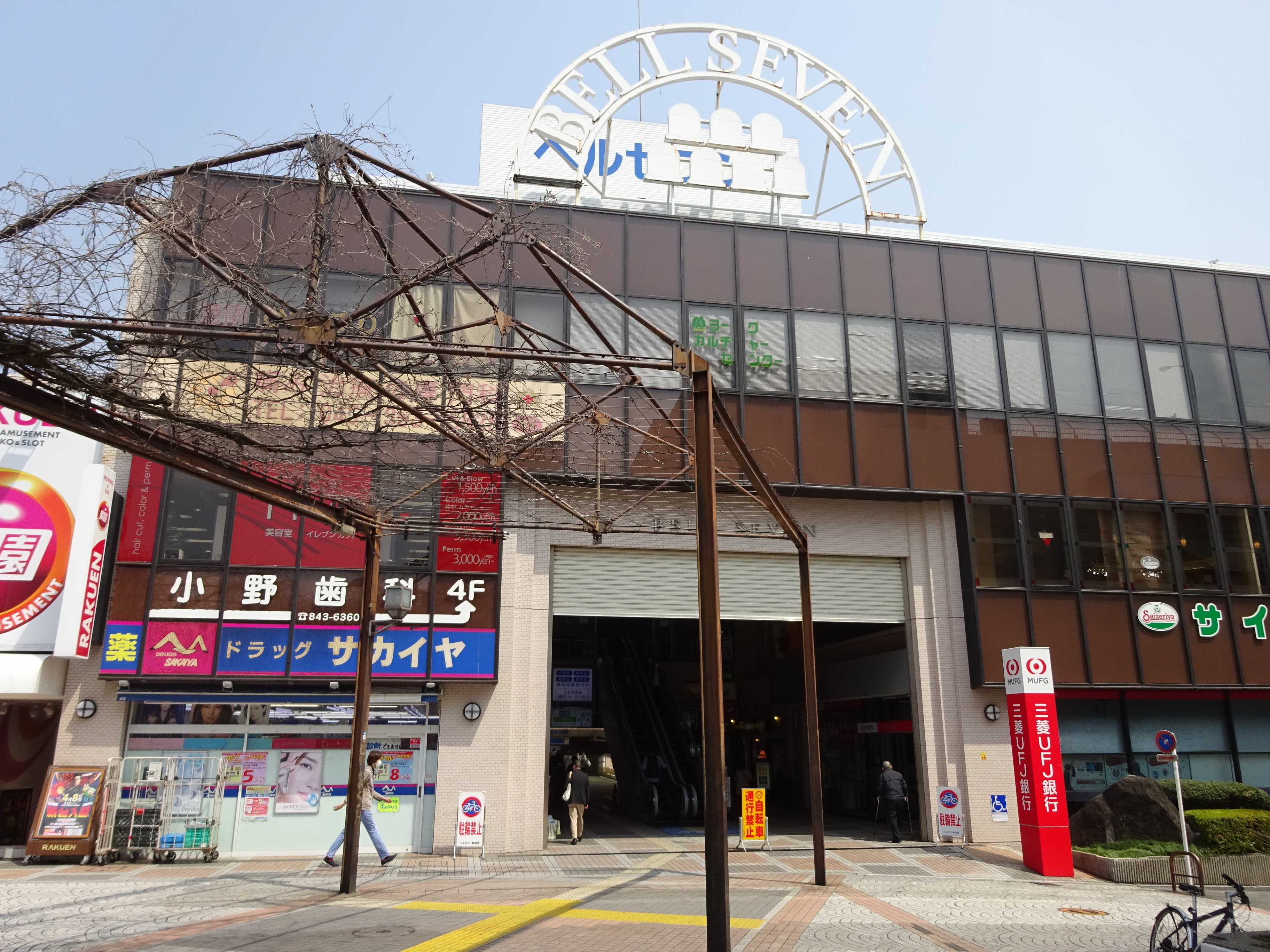
ベルセブン（2019年4月）

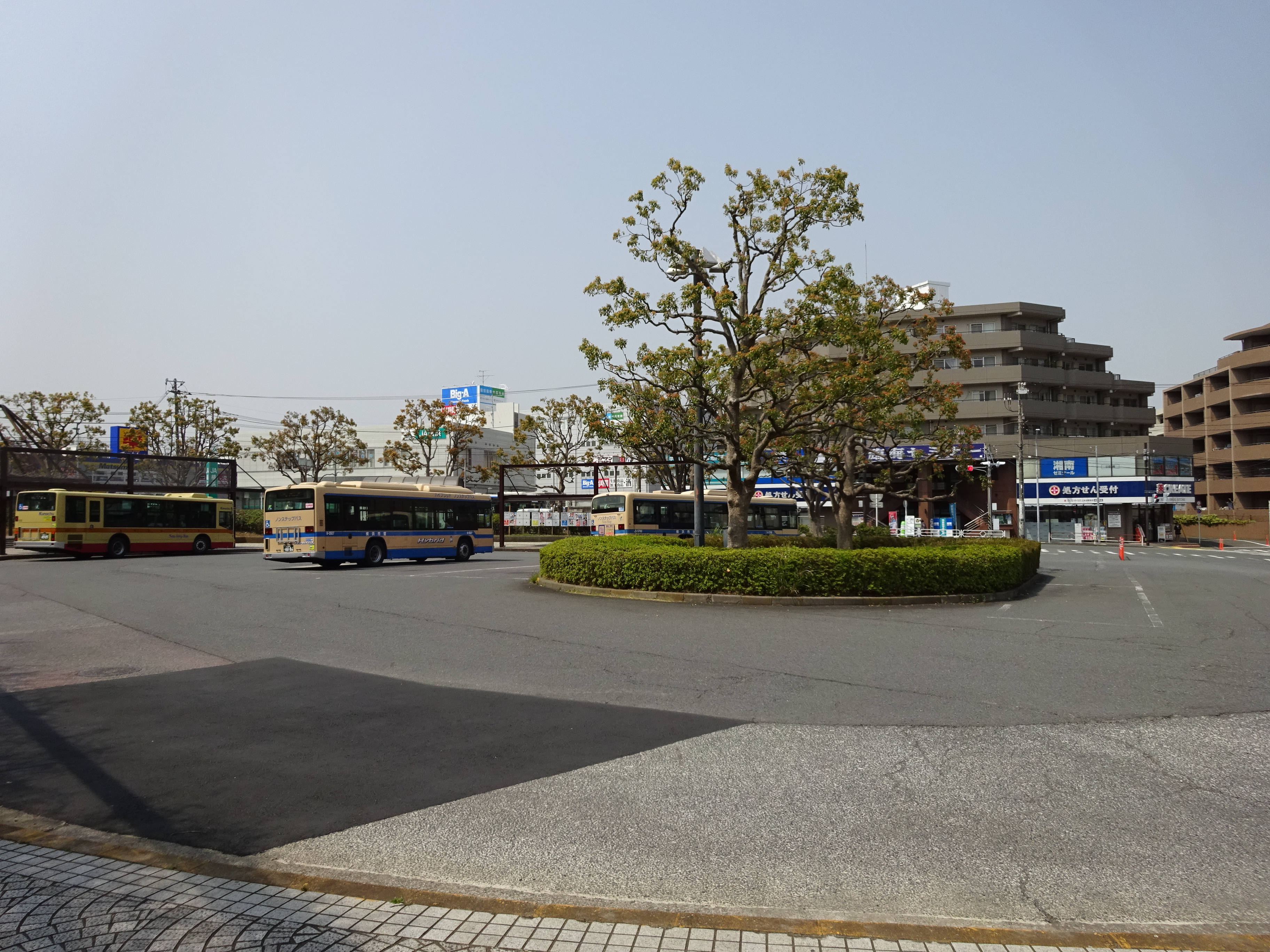
駅前ロータリー（2019年4月）

- イトーヨーカドー上永谷店
- ベルセブン
- いずみプラザ
- 京急メモリアル上永谷斎場
- 港南図書館
- 貞昌院
- 永谷天満宮
- 横浜市立南高等学校
- 横浜市立東永谷中学校
- 横浜市立永野小学校
- 横浜市立丸山台小学校
- 京急キッズランド上永谷保育園
- 横浜市道路局港南土木事務所
- 環状2号線

### その他特記事項
1990年代は駅周辺に家電量販店が数多く存在したが、2022年11月22日にイトーヨーカドー内にノジマが出店するまで、すみや撤退を最後とし、家電量販店が駅周辺にない状態が10年ほど続いた。
- ソニーショップ サンライフ（2018年4月現在、パレットプラザ＆ドトールコーヒー）
- 電器のエガワ（2018年4月現在、パーラーノア）
- 電器のロケット（2018年4月現在、D’ステーション）
- L商会（2018年4月現在、マツモトキヨシ）
- 第一家電（2018年4月現在、ビッグ・エー）
- すみや（2018年4月現在、100えんハウスレモン）

## バス路線
一般路線バスは横浜市営バスと神奈中バスにより運行されている。
上永谷駅
- 1番乗り場
  - 神奈川中央交通
    - 30・舞01 - 上大岡駅行（吉原経由）
- 2番乗り場
  - 神奈川中央交通
    - 東12 - 東戸塚駅東口行（中永谷経由）
    - 30・港95 - 上大岡駅行（芹が谷経由）
    - 30 - 芹が谷行
    - 東50 - 東戸塚駅東口行（美晴台・環2平戸経由）
- 3番乗り場
  - 横浜市営バス
    - 45 - 京急ニュータウン行
    - 130 - 港南車庫行
    - 188 - わんぱく公園循環・野庭地区センター・ケアプラザ行

  - 神奈川中央交通
    - 舞01 - 舞岡行
    - 東12 - 京急ニュータウン行
- 4番乗り場
  - 横浜市営バス
    - 45 - 洋光台駅・港南台駅・野庭中央公園行
    - 112 - 洋光台駅行（日野中央公園入口経由）

- タクシー乗り場は北側1階の3番口上大岡側にある。ロータリは一般車両進入禁止。

## 隣の駅
横浜市営地下鉄
 ブルーライン（1号線）
■快速
戸塚駅 (B06) - 上永谷駅 (B09) - 上大岡駅 (B11)
■普通
下永谷駅 (B08) - 上永谷駅 (B09) - 港南中央駅 (B10)